# Pușca-mitralieră Madsen
Pușca-mitralieră Madsen a fost o mitralieră ușoară proiectată de Julius A. Rasmussen și Theodor Schoubue și  propusă spre adopție colonelului Vilhelm Herman Oluf Madsen, ministrul danez al războiului și pe care armata daneză a adoptat-o în 1902. A fost prima pușcă-mitralieră din lume produsă în cantitate. În consecință, Madsen a reușit să o vândă în 12 calibre diferite, în peste 34 de țări din întreaga lume, unde a văzut o luptă intensă de peste 100 de ani.

## Detalii de proiectare

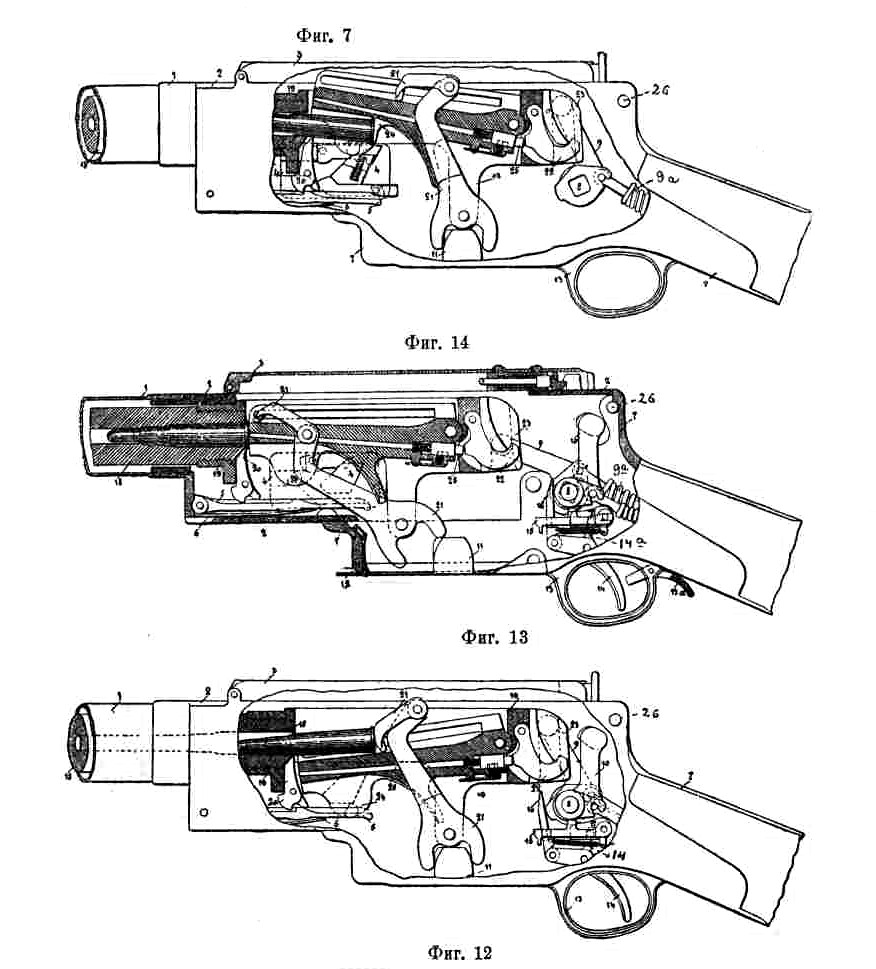
Mecanismul

Proiectarea datează din anii 1880 având la bază pușca Forșøgsrekylgevær daneză (pușcă de autoîncărcare M.1888), adică "pușcă cu recul", fiind un model precursor. În 1883, căpitanul Vilhelm Herman Oluf Madsen (ofițer de artilerie danez) și Rustmester Rasmussen (un tehnician de arme la Arsenalul danez) au început să lucreze la o pușcă auto-încărcabilă cu recul; Madsen a dezvoltat ideea și Rasmussen a fabricat armele reale. Pușca folosea o bandă de stripare care nu era detașabilă și care folosea greutatea pentru a alimenta; când pistolul nu era în uz, se putea orienta clapeta în jos pentru a acoperi deschiderea. Pușca a folosit cartușul 8 × 58RD, mai întâi în pulbere neagră și apoi într-o versiune mult mai puternică de pulbere fără fum. Design-ul nu a avut succes. Un design îmbunătățit în 1896 a dat puștii încărcător închis, dar încă alimentată cu „gravitație”. Această versiune a fost produsă în aproximativ 50-60 de puști, dar acestea au fost emise doar marinei daneze pentru a fi folosite de forțele de fortificații de coastă.
Investitorii au format o societate (Dansk Riffel Syndikat, DRS), în 1898, pentru a comercializa pușca și au cumpărat drepturile de brevet de la Madsen și Rasmussen în schimbul redevențelor pentru producția viitoare. În acest moment, Madsen a părăsit proiectul pentru a deveni ministru al apărării în Danemarca. În 1899, locotenentul Jens Schouboe a devenit directorul DRS, iar un număr de brevete ulterioare îi poartă numele. În consecință, pușca Madsen este denumită uneori pușca Schouboe. În 1901 a brevetat modelul pentru mitraliera Madsen. Mașinile originale Madsen folosesc cartușe de pulbere neagră care au blocat rapid acțiunea. Cu toate acestea, odată ce designul a fost încercat cu runde de pulbere fără fum de 6,5 mm, acesta a funcționat bine.
Ultima și, totodată, cea mai performantă versiune de Madsen are un ciclu de operare destul de sofisticat și unic.

## Uzul operațional

### Primul Război Mondial
Pușca-mitralieră Madsen a fost considerată scumpă pentru a fi produsă, dar a fost cunoscută pentru fiabilitatea sa. Treizeci și patru de țări au cumpărat arma, într-o duzină de calibre diferite, înainte și după Primul Război Mondial.
Armata imperială rusă a cumpărat 1250 de puști-mitralieră Madsen pentru cavalerie și le-a desfășurat în timpul războiului ruso-japonez. Serviciul aerian rus al Imperiului a folosit puști –mitralieră Madsen pentru echiparea monoplanelor Morane-Saulnier G și Morane-Saulnier L. Armata germană a folosit puști-mitralieră Madsen de calibru de 7,92 mm în 1914, a înarmat companii de infanterie, trupe de munte și mai târziu trupe de comando .

### Perioada interbelică
Printre forțele de luptă dotate cu puști-mitralieră Madsen în arsenalele lor imediat după Primul Război Mondial s-au numărat Legiunile cehoslovace din Rusia, luptând împotriva bolșevicilor din Siberia. 
Paraguay a cumpărat puști-mitralieră Madsen în anii 1920 și începutul anilor 1930, în timp ce această țară era în război cu Bolivia pentru a cuceri regiunea Gran Chaco și a servit în armata paraguayană în timpul Războiului din Chaco (1932-1935). Aproape 400 de mitraliere au fost la indemâna armatei din Paraguay când a început războiul, iar paraguayenii au cumparat mai mult pe masura ce războiul a progresat. Bolivia a folosit, de asemenea, puști-mitralieră Madsen de același calibru ca Paraguay (7,65 × 53 Mauser) în timpul conflictului.
Detașamentul armatei argentiniene care proteja neutralitatea de-a lungul graniței cu Paraguay și Bolivia în timpul războiului din Chaco a folosit puști-mitralieră Madsen în operațiuni de luptă cel puțin o dată în 1933, în timpul unui angajament pe malul sudic al râului Pilcomayo împotriva membrilor tribului Maká de către dezertorii care au jefuit o fermă în sol argentinian, ucigând unii dintre locuitorii săi. Atunci când Brazilia a achiziționat circa 23 de tanchete CV-35 din Italia la sfârșitul anilor 1930, a armat majoritatea vehiculelor echipate cu două puști-mitralieră Madsen de 7 mm.
A fost echipamentul standard (la 6,5 mm) al Armatei Regale Olandeze a  Indiilor Orientale (KNIL) în perioada interbelică. Armata japoneză a folosit aceste arme după ce le-au capturat în timpul campaniei olandeze din Orientul Îndepărtat.

### Al Doilea Război Mondial
Puștile-mitralieră Madsen erau încă în funcțiune în aprilie-iunie 1940, fiind disponibilă pentru apărarea Norvegiei. Până în 1940, fiecare echipă de infanterie norvegiană avea o pușcă-mitralieră Madsen, norvegienii au grupat anterior aceste mitraliere în echipe separate. Germanii au folosit puști-mitralieră Madsen în timpul războiului, iar producția daneză a continuat pentru forțele armate germane în calibrul Jørgensen de 8 × 54 mm până în 1942. Armata daneză și-a retras ultimele puști-mitralieră Madsen în anul 1955.

### După război

#### Irlanda
Irlanda avea un total de 24 de mitraliere Madsen, toate în calibrul .303. Ei au armat tancurile Landsverk L60, mașinile blindate Leyland, Landsverk L180 și Dodge. În anii 1950, 30 de mitraliere Browning au înlocuit mitralierele Madsen.

#### Războiul Colonial Portughez
Armata portugheză a folosit mitraliere Madsen în timpul războiului colonial portughez din anii 1960 și 1970.

## Utilizatori
- Argentina
- Bolivia
- Brazilia
- Bulgaria
- Cehoslovacia
- Chile
- Republica China
- China
- Danemarca
- El Salvador
- Estonia
- Finlanda
- Franța
- Germania
- Germania
- Irlanda
- Italia
- Iugoslavia
- Japonia
- Letonia
- Lituania
- Norvegia
- Țările de Jos
- Paraguay
- Portugalia
- România
- Rusia
- Suedia
- Taiwan
- Thailanda